# Religionen in Nordrhein-Westfalen

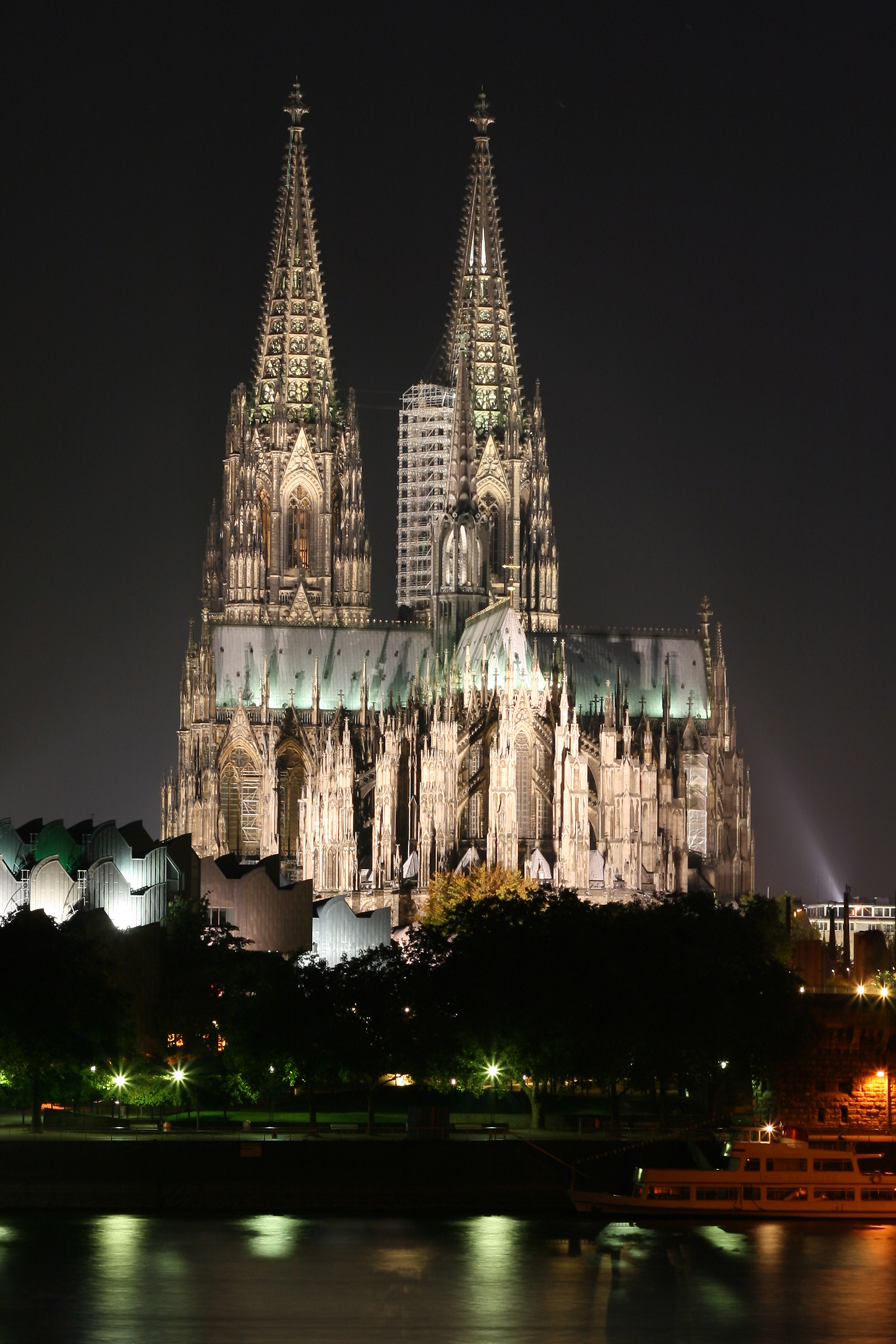
Der Kölner Dom ist das größte Kirchengebäude und die größte Touristenattraktion des Landes.

Ende 2023 hatte Nordrhein-Westfalen 18.190.422 Einwohner. Davon waren 32,7 % Mitglieder der katholische Kirche, 20,8 % der evangelische Kirche und 46,5 % waren konfessionslos, gehörten einer anderen Glaubensgemeinschaft an oder machten keine Angabe. Von der Bevölkerung waren 2021 35,4 % Angehörige der römisch-katholischen Kirche und 22,4 % der evangelischen Landeskirchen.  42,2 % waren Angehörige einer anderen oder keiner Glaubensgemeinschaft oder machten dazu keine Angaben. Die Zahl der Kirchenaustritte ist 2022 in die Höhe geschnellt. Konkret verließen 223.509 Menschen (zirka 1,5 % der Gesamtbevölkerung) die Kirchen im Land.
Rund 26.500 waren 2018 Mitglied in jüdischen Gemeinden, was rund 0,15 % der Bevölkerung entspricht. Der Anteil der Muslime wurde 2010 auf 7 bis 8 % geschätzt.
Nordrhein-Westfalen ist ein Gebiet mit einer vielgestaltigen Religionslandschaft. Das Land garantiert durch seine Verfassung die Religionsfreiheit.

## Geschichte

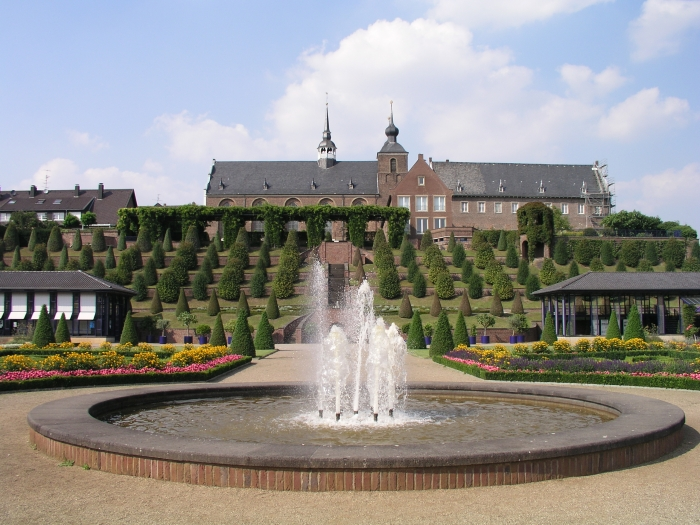
Kloster Kamp besitzt eine der schönsten klösterlichen Gartenanlagen des Landes.

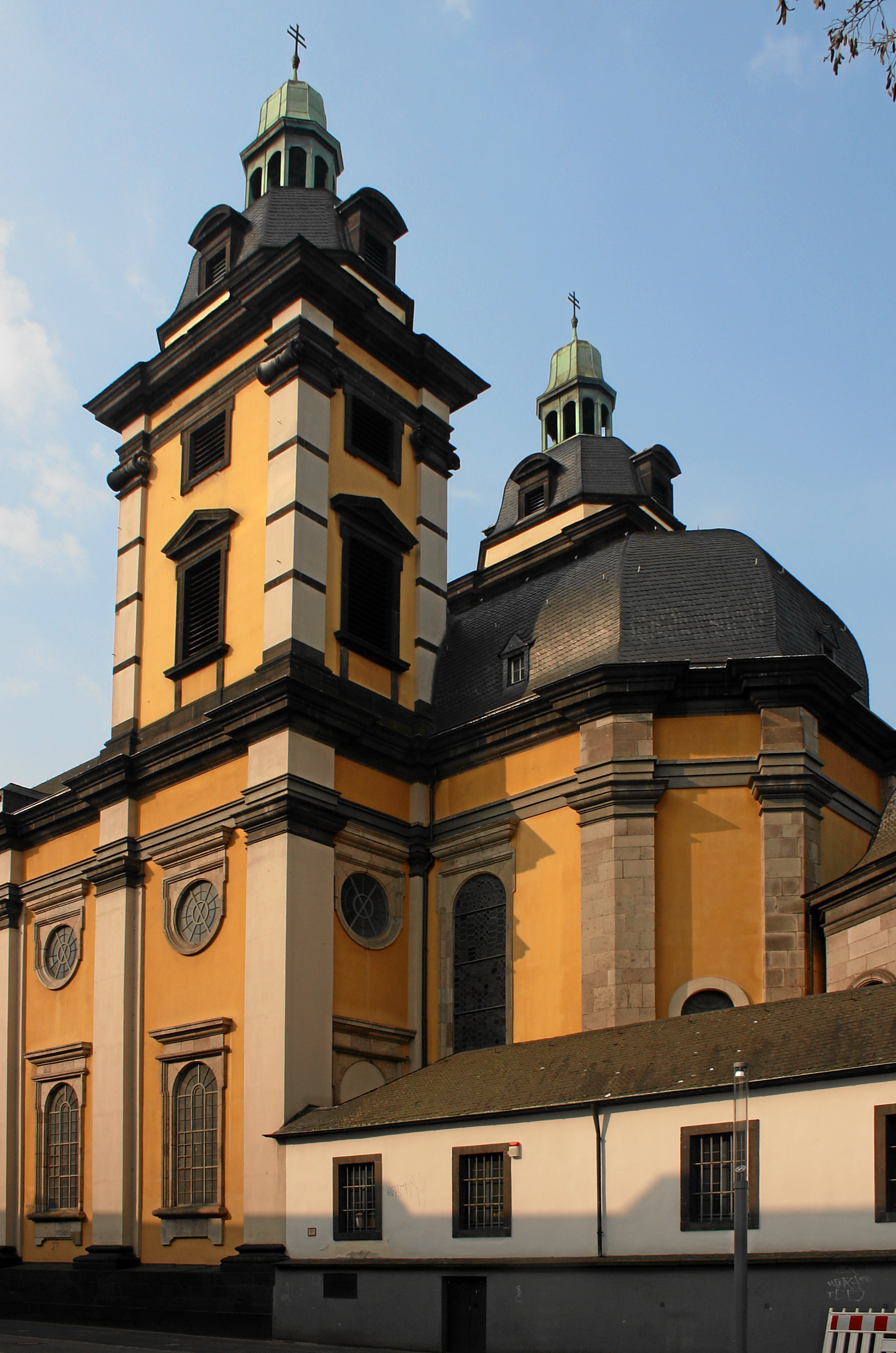
Die jülich-bergische Hof- und Jesuitenkirche St. Andreas war ein Zentrum der Gegenreformation.

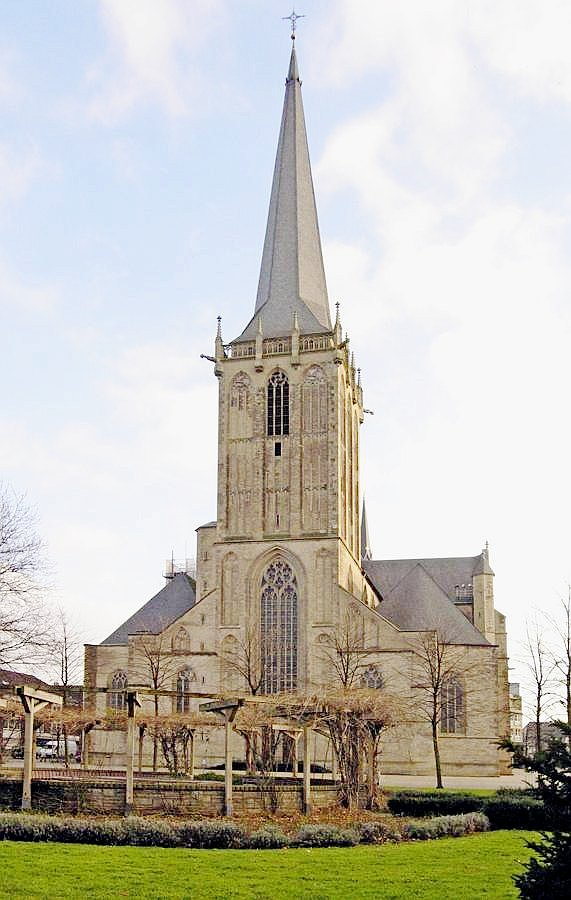
Der Willibrordi-Dom in Wesel ist eine der bedeutendsten protestantischen Kirchen in Nordrhein-Westfalen.

Das linksrheinische Staatsgebiet des heutigen Nordrhein-Westfalens geriet um die Zeitenwende unter römische Herrschaft. Damit kam die Bevölkerung in diesem Gebiet erstmals mit der Römischen Religion in Berührung. Durch Romanisierung wurde die gallisch bzw. germanisch geprägte Religion der Bevölkerung in den römisch beherrschten Gebieten schrittweise zurückgedrängt. Seit der Konstantinischen Wende im 4. Jahrhundert konnte sich das Christentum im Reich zügig verbreiten. Da es den Römern aber nie gelang, die hinter Rhein und Limes gelegenen Gebiete der Germania magna ihrem Reich anzuschließen, konnte sich das Christentum dort auch nicht ausbreiten, so dass östlich des Rheins und nördlich des Limes die Religion der Germanen weiter ausgeübt wurde.
Nach dem Zusammenbruch der römischen Provinzen um 400 gelang es den christianisierten Franken, ihren Machtbereich im heutigen Nordrhein-Westfalen auszubauen. In den Sachsenkriegen um 800 unterwarfen sie die in ihren Augen heidnischen Sachsen, die damals Westfalen bewohnten, und zwangen ihnen das Christentum auf. Die Franken förderten die Gründung christlicher Zentren, darunter vor allem Klöster. Minden, Corvey, Paderborn oder Herford wurden bedeutende christliche Missionszentren im Osten des heutigen Nordrhein-Westfalen. Die Klöster und Bischofssitze hatten auch eine bedeutende weltliche Funktion. Als Verwaltungszentren waren sie für die fränkischen Herrscher und ihre Nachfolger ein wichtiges Mittel zur Sicherung ihrer Macht. Aus der staatstragenden Funktion der Bischöfe im Frankenreich erwuchs das spätere ottonisch-salische Reichskirchensystem. Aus den Verwaltungsgebieten der Bischöfe und Äbte bildeten sich im Mittelalter geistliche Territorien heraus, die im Heiligen Römischen Reich neben den weltlichen Herrschaftsgebieten eine eigenständige politische Rolle spielten. Die regierenden Bischöfe und Äbte herrschten dabei über ihre Territorien im Grunde wie weltliche Herrscher. Im heutigen Nordrhein-Westfalen waren die größten und einflussreichsten dieser geistlichen Gebiete Kurköln und das Hochstift Münster. Weitere Fürstbischöfe regierten im Mittelalter in Paderborn und Minden über heute nordrhein-westfälische Gebiete. Der äußerste Westen des heutigen Landes gehörte kirchlich zur Diözese Lüttich.
Im 16. Jahrhundert kam es durch Martin Luther, Johannes Calvin und andere zur Reformation. Im Zuge einer Konfessionalisierung nahmen große Teile des heutigen Landes die evangelische Konfession an, mehrheitlich in der lutherischen, teilweise auch in der calvinistischen Variante. Einzelne Gemeinden schlossen sich der reformatorischen Täuferbewegung an. Eine besonders radikale Ausprägung fand die Täuferbewegung im „Täuferreich von Münster“. Die römisch-katholische Kirche reagierte mit der Gegenreformation, im 17. Jahrhundert vor allem durch das Werk des Ordens der Jesuiten, die sich die Rekatholisierung durch den Bau prächtiger Kirchen und Schulen als Stützpunkte jesuitischer Bildung, Seelsorge und Propaganda zum Ziel gesetzt hatten. Ihr Wirken zielte auch auf eine Beeinflussung der Herrscherhäuser; in Jülich-Berg gelang ihnen die Konversion des Pfalzgrafen Wolfgang-Wilhelm. Der Grundsatz Cuius regio, eius religio, nach welchem die Religion des Landes durch die Konfession des Landesherrn bestimmt wurde, barg erhebliches Spannungspotenzial, das sich in der ersten Hälfte des 17. Jahrhunderts im Dreißigjährigen Krieg entlud. Die Konfessionen der Territorien wechselten im Laufe dieser unfriedlichen Zeit oft mehrfach. Erst mit dem Westfälischen Frieden entstand durch völkerrechtliche Verträge zwischen den damaligen europäischen Mächten eine relativ stabile Friedensordnung, die die konfessionelle, kulturelle und politische Landkarte des heutigen Nordrhein-Westfalen maßgeblich mitgezeichnet hat. Demnach wurden Lippe, Minden-Ravensberg, das Bergische Land, das märkische Sauerland und ein Teil des Siegerlandes dauerhaft protestantisch, während etwa das übrige Sauerland, das kurkölnische Rheinland, Aachen und die rheinischen Gebiete des Hochstifts Lüttich, das Münsterland, das Paderborner Land sowie große Teile des Niederrheins als katholisch festgeschrieben wurden. Die katholischen Gebiete lagen überwiegend in geistlichen Territorien des Heiligen Römischen Reichs.
Große Veränderungen im Denken der Menschen brachte das Zeitalter der Aufklärung. Es beförderte eine grundsätzlich neue Haltung zur Frage der Legitimation weltlicher und geistlicher Macht und führte zu der politischen Forderung nach Säkularisierung des öffentlichen Lebens. Die Französische Revolution brachte auf dieser geistigen und politischen Grundlage die alten staatlichen Ordnungen in Europa zum Einsturz. Auf Betreiben Napoleons wurden 1803 die geistlichen Territorien und Besitzungen im Heiligen Römischen Reich aufgelöst (Reichsdeputationshauptschluss). Ihrem Untergang folgte 1806 der des Heiligen Römischen Reichs.
Verschiebungen in den konfessionellen Verhältnissen des heutigen Nordrhein-Westfalen ergaben sich im 19. und 20. Jahrhundert durch den tiefgreifenden Wandel der sozialen, politischen und ökonomischen Bedingungen, die sich durch Kolonialismus, Imperialismus, Nationalismus, Liberalismus, Industrialisierung und weitere Prozesse des technischen Fortschritts zu globalisieren begannen. Im Königreich Preußen, dem das heutige Nordrhein-Westfalen nach dem Wiener Kongress großenteils angehörte, kam es in den 1870er Jahren zu erheblichen Spannungen zwischen der protestantisch geprägten Staatsführung und den katholischen Kräften in Klerus und Bevölkerung (Kulturkampf), die etwa in den Erscheinungen des Linkskatholizismus noch lange nachwirkten. Migrationsbewegungen des 19. Jahrhunderts, hiervon betroffen war vor allem das Ruhrgebiet, und die Flüchtlingsströme nach dem Zweiten Weltkrieg führten zu weiteren Veränderungen. In der Phase des Dritten Reichs ging das rheinische und westfälische Judentum, das nach dem Untergang des Heiligen Römischen Reichs großenteils die Religionsfreiheit erlangt hatte, durch Vertreibung und Ermordung unter. Nach der Staatsgründung Nordrhein-Westfalens wurde die Rechtsgarantie der Religionsfreiheit in der Landesverfassung festgeschrieben. Als Folge der Anwerbung von „Gastarbeitern“ ab den 1960er Jahren entwickelten sich erstmals islamische Gemeinden in Nordrhein-Westfalen. Veränderung in der religiösen Vielfalt des Landes kamen auch mit den Migranten, die seit den 1990er Jahren im Zuge der Öffnung Europas und der verstärkten Globalisierung einreisten, darunter auch Juden aus dem Gebiet der ehemaligen Sowjetunion. Bedeutend ist heute nicht zuletzt die starke Abnahme der Religiosität und die Zunahme bewusster Konfessionslosigkeit durch die Verbreitung säkularer Auffassungen und Lebensstile in Westeuropa.

## Verteilung der Religionszugehörigkeit

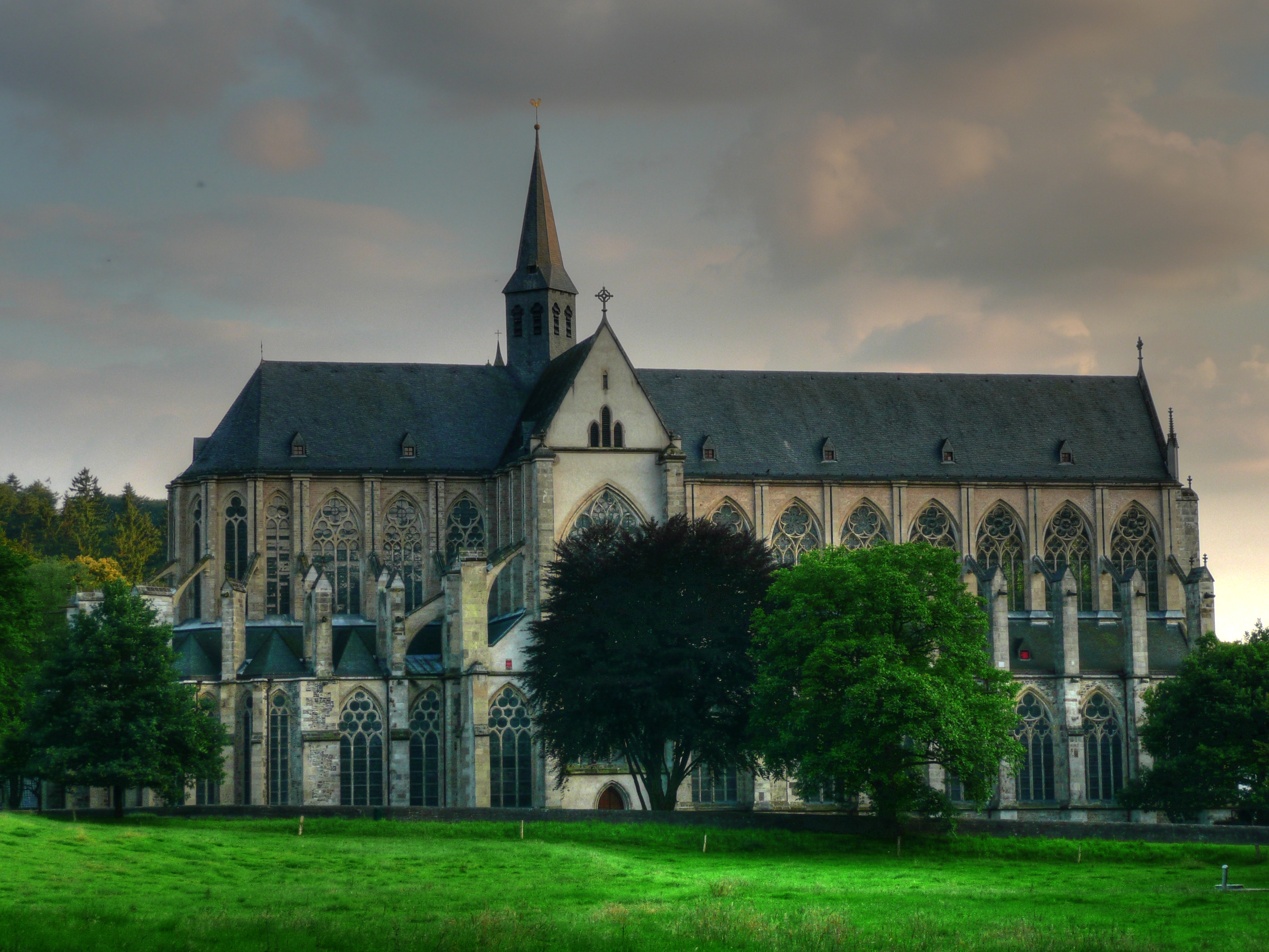
Der Altenberger Dom ist eine der größten katholisch-evangelischen Simultankirchen Deutschlands.

Ende 2022 hatte Nordrhein-Westfalen 18.139.100 Einwohner davon waren 33,8 % Mitglieder der katholische Kirche, 21,5 % der evangelische Kirche und 44,6 % waren konfessionslos, gehörten einer anderen Glaubensgemeinschaft an oder machten keine Angabe. Im Jahr 2023 seien im bevölkerungsstärksten Bundesland 197.012 Menschen (zirka 1 % der Gesamtbevölkerung) aus der Kirche ausgetreten (2022 waren es 223.509 Austritte und im Jahr 2021 155.322). Von der Bevölkerung waren 2021 35,4 % Angehörige der römisch-katholischen Kirche und 22,4 % der evangelischen Landeskirchen.  42,2 % waren Angehörige einer anderen oder keiner Glaubensgemeinschaft oder machten dazu keine Angaben.

### Bevölkerungsanteil der Muslime
Einer Publikation der nordrhein-westfälischen Landesregierung von 2010 zufolge betrug der Anteil der Muslime etwa 7 bis 8 % der Bevölkerung. Davon zählen sich rund 80 % zu den Sunniten. Ein methodischer Unterschied, der Unterschiede zu obigen Zahlen von 2006 aus der Bochumer Studie teils erklärt, ist der Verzicht auf das Kriterium einer „regelmäßigen aktiven Teilnahme bei einer religiösen Gemeinschaft“, sondern die Erfassung der bedingungslosen Selbstauskunft der Befragten.

### Bevölkerungsanteil der Juden
Jüdische Gemeinden in Nordrhein-Westfalen sind nach Vertreibung oder Vernichtung im Dritten Reich kaum noch vertreten. Die jüdischen Gemeinden erhielten Zuwachs durch Zuwanderer aus der ehemaligen UdSSR. Im Jahr 2005 gehörten rund 30.000 Einwohner (weniger als 0,2 % der Gesamtbevölkerung) den jüdischen Gemeinden Nordrhein-Westfalens an. Die größte jüdische Gemeinde des Landes besteht in Düsseldorf. Die Stadt hat mit rund 6500 Mitgliedern nach Berlin und München bundesweit die drittgrößte jüdische Gemeinde.

## Verfassungsrechtliche Bestimmungen
Die Verfassung für das Land Nordrhein-Westfalen verweist im Ersten Abschnitt (Von den Grundrechten), Artikel 4 für die Grundrechte auf das Grundgesetz für die Bundesrepublik Deutschland. Insbesondere Artikel 4 des Grundgesetzes der Bundesrepublik garantiert die Religionsfreiheit in Deutschland und hat daher uneingeschränkt Wirkung in Nordrhein-Westfalen. Die Landesverfassung betont in den Artikeln 19 bis 23 eine besondere, unabhängige und geschützte Stellung der Kirchen und Religionsgemeinschaften. Explizit greift die Landesverfassung in Artikel 22 erneut auf das Bonner Grundgesetz zurück, indem sie die Gültigkeit des Artikels 140 des Grundgesetzes bekräftigt, der seinerseits rückgreifend auf die Weimarer Verfassung das Verhältnis von Staat und Kirche ordnet und weitere Bestimmung zur freien Ausübung der Religion enthält.
Die Landesverfassung beinhaltet darüber hinaus in Abschnitt 3 (Titel: Dritter Abschnitt – Schule, Kunst und Wissenschaft, Sport, Religion und Religionsgemeinschaften) weitere Regelungen zur Religionsausübung an den Bildungseinrichtungen und zum Verhältnis von Land und Religionsgemeinschaften. Artikel 7 der Landesverfassung definiert als Erziehungsziel unter anderem die „Ehrfurcht vor Gott“. Artikel 12 der Landesverfassung lässt sowohl die Einrichtung von Gemeinschaftsschulen als auch von Bekenntnisschulen (zurzeit existieren römisch-katholische, evangelische, jüdische, mennonitische und russisch-orthodoxe Bekenntnisschulen) sowie Weltanschauungsschulen zu, wobei Letztere bekenntnisfreie Schulen umfassen, die keinen bekenntnisgebundenen Religionsunterricht anbieten. Soweit ein geregelter Schulbetrieb ermöglicht wird und der Wille der Erziehungsberechtigten dem nicht entgegensteht, können grundsätzlich alle Schulen unter bestimmten Voraussetzungen in einer dieser möglichen Formen eingerichtet werden. Hauptschulen sind allerdings von Amts wegen als Gemeinschaftsschulen zu errichten. Der Betrieb einer solchen Schule muss in jedem Fall neben der optionalen Einrichtung anderer Hauptschulen gewährleistet werden (Artikel 12). Die Konfession der Schüler darf insbesondere dann kein Hindernis für die Aufnahme sein, wenn keine ihrer Konfession entsprechende Schule eingerichtet wurde (Artikel 13). Über die Frage der Regelschule wurde bis in die 1960er Jahre gestritten. Erst 1968 wurde die Landesverfassung dahingehend geändert, dass eine konfessionelle Trennung der Schüler in den weiterführenden Schulen nicht mehr die Regel ist. Im Landesteil Lippe galt bis dahin eine Sonderregelung, die in den Lippischen Punktationen (Punkt 9) festgeschrieben wurde. Den Lippern wurde beim Beitritt zum Land Nordrhein-Westfalen die Erlaubnis zu Weiterführung ihrer bisherigen Rechtslage gestattet, die die Einrichtung von Gemeinschaftsschulen als Regelschule in Lippe vorsah.
Religionsgemeinschaften haben das Recht zu eigenen Hochschulen (bzw. zu Einrichtungen mit Hochschulcharakter) für die Ausbildung ihrer Geistlichen (Artikel 16 (2)). Auch als Träger von Einrichtungen der Erwachsenenbildung sind auch die Kirchen anerkannt (Artikel 17). Das Land sichert den Zugang zur Erlangung der Lehrbefugnis für das Fach Religion an seinen wissenschaftlichen Hochschulen (Artikel 15). An der Ausarbeitung und Überwachung der Lehrpläne für den Religionsunterricht, der an allen Schulen bis auf die Weltanschauungsschulen (bekenntnisfreien Schulen) ordentliches Lehrfach ist, sowie dessen Durchführung und der Auswahl von Lehrern sind die Religionsgemeinschaften zu beteiligen (Art. 14). Schüler können vom Religionsunterricht befreit werden (Artikel 14 (4)). Das Ersatzfach ist (praktische) Philosophie.
Siehe auch: Religionsunterricht in Deutschland, Schulgesetz für das Land Nordrhein-Westfalen

## Organisation

### Römisch-Katholische Kirche

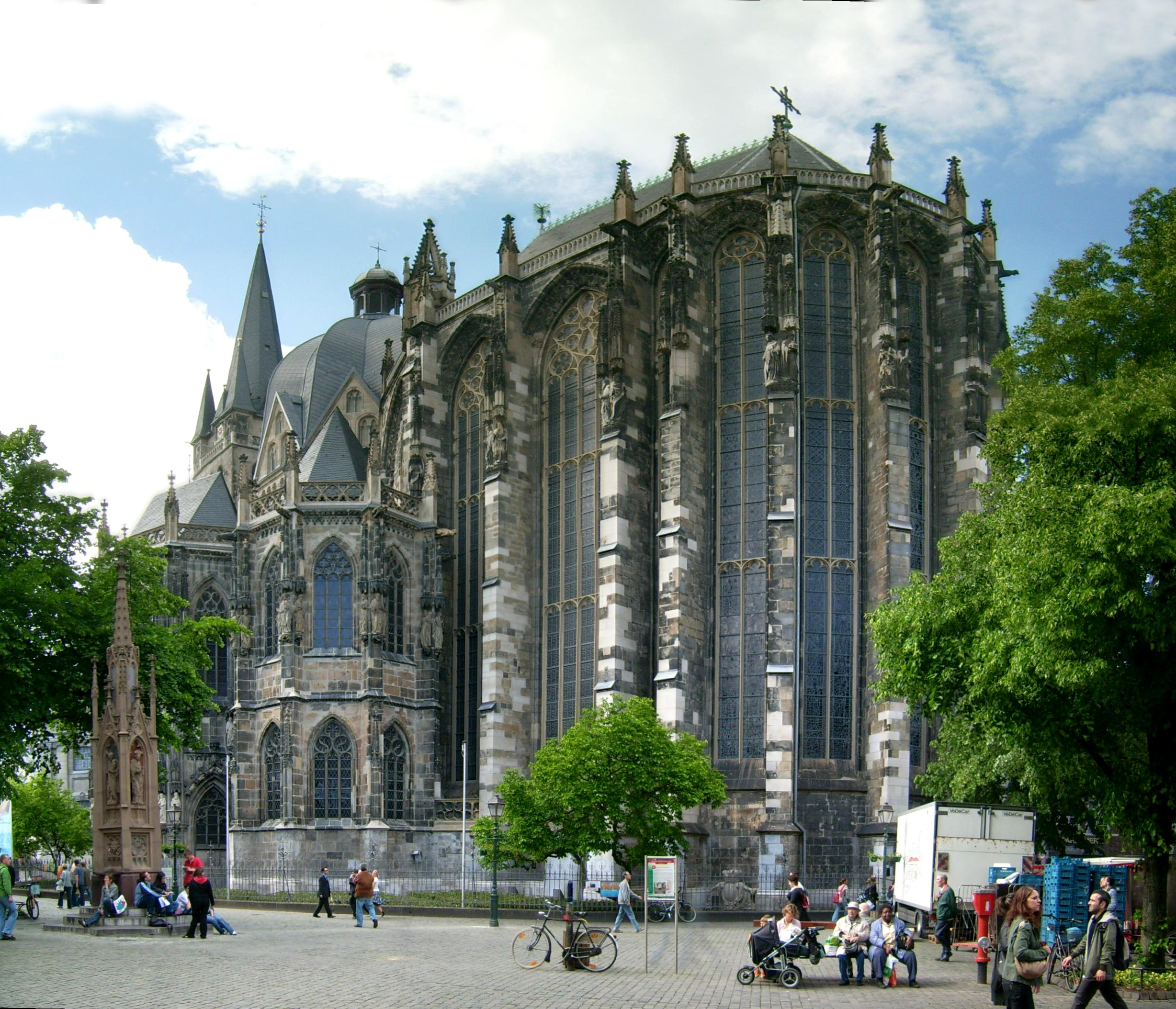
Aachener Dom, Zentrum des Römisch-deutschen Kaisertums und Grabeskirche Karls des Großen

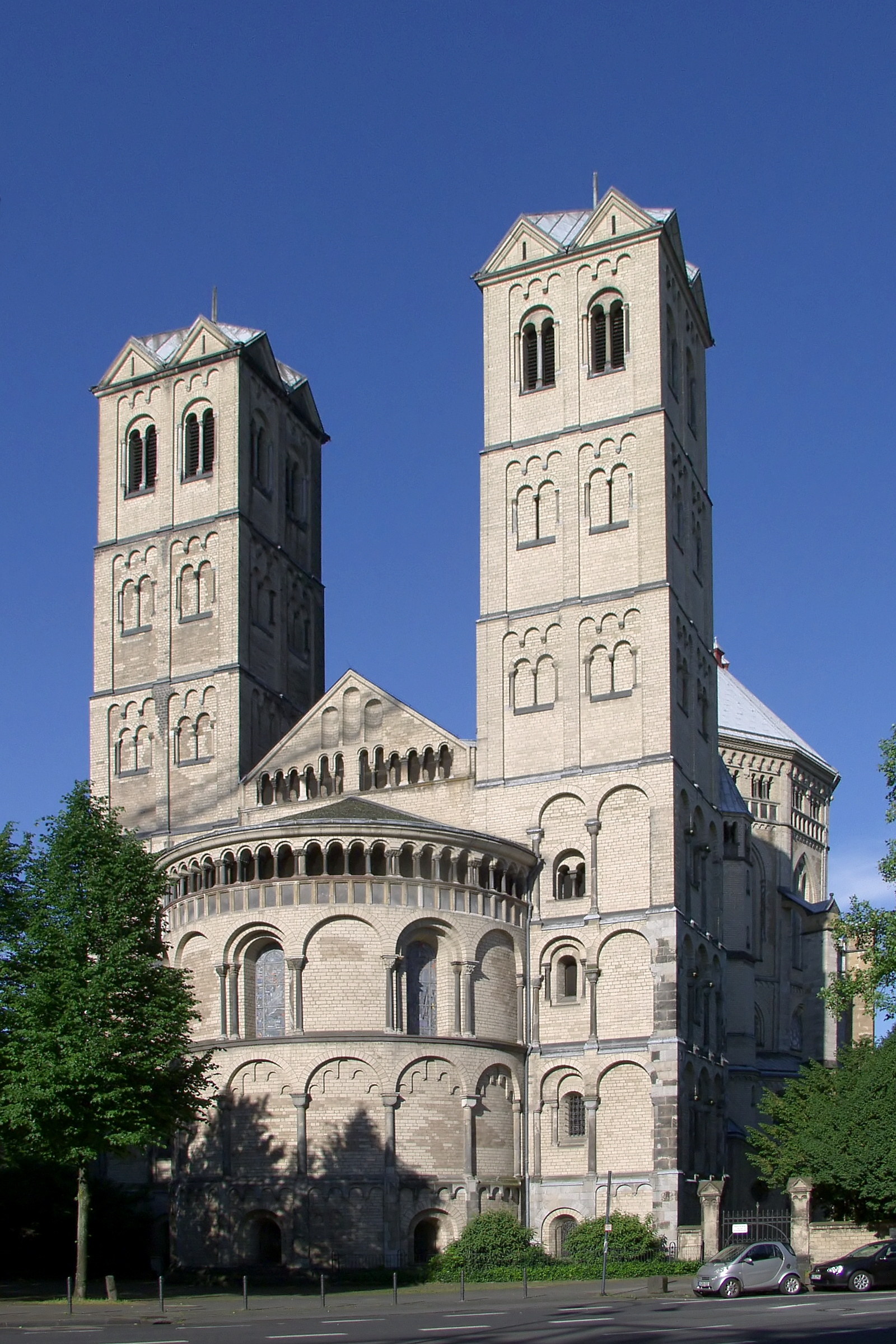
St. Gereon in Köln. St. Gereon ist die älteste erhaltene Kirche Deutschlands. Ihr Baukern stammt aus spätrömischer (antiker) Zeit.

Die römisch-katholische Kirche ist die größte kirchliche Gruppe in Nordrhein-Westfalen. Die Kirche hat in Nordrhein-Westfalen folgende Bistümer eingerichtet:
- Erzbistum Köln
- Bistum Aachen
- Bistum Essen
- Bistum Münster
- Erzbistum Paderborn

Die Bistümer Köln, Aachen, Essen und Münster sind neben weiteren außerhalb des Landes gelegenen Bistümern Teil der Kirchenprovinz Köln. Diese erstreckt sich neben dem Westen und Nordwesten Nordrhein-Westfalens vor allem auch auf hessische, saarländische und rheinland-pfälzische Gebiete. Das Bistum Münster umfasst darüber hinaus als Exklave das Gebiet des ehemaligen Landes Oldenburg in Niedersachsen. Betrachtet man nur den südlichen Teil des Bistums Münster und die oben aufgezählten Bistümer der Kirchenprovinz Köln, so gilt, dass sie, mit Ausnahme eines Gebietsteils des Erzbistums Köln im Raum Altenkirchen (Westerwald), vollständig in Nordrhein-Westfalen liegen, sich also an den Landesgrenzen orientieren. Das Erzbistum Paderborn orientiert sich demgegenüber weniger an der Landesgrenze. Es umfasst zwar im Wesentlichen ost-südwestfälische sowie lippische Gebiete, aber darüber hinaus auch kleinere hessische und niedersächsische Gebiete. Die Kirchenprovinz Paderborn, deren Metropolitanbistum Paderborn ist, reicht sogar weit ostwärts bis nach Thüringen, Sachsen-Anhalt, Sachsen und Brandenburg. Einige Bistumsgrenzen lassen dabei bis heute auf die Grenzen der mittelalterlichen Territorien schließen. Nicht alle Bistümer sind dabei jedoch traditionsreich. Das Bistum Essen entstand beispielsweise erst in den 1950er Jahren als Reaktion auf das Entstehen der Metropolregion Ruhrgebiet, wohingegen das Erzbistum Köln zu den traditionsreichsten Bistümern überhaupt zählt, denn bereits in spätrömischer Zeit wurde Köln Bischofssitz. Der Erzbischof von Köln ist aus kirchlicher Tradition meist ein Kardinal. Auch die Anfänge der Paderborner Bischöfe reichen weit zurück und gehen auf die karolingische Christianisierung Sachsens zurück. Obwohl auch das Bistum Aachen erst 1930 eingerichtet wurde, zählte die Bischofskirche in Aachen zu den bedeutendsten historischen Stätten des Landes. Karl der Große begründete in Aachen die Tradition des Aachener Domes als ideelles Zentrum des Reiches und Krönungskirche etlicher römisch-deutscher Kaiser. In der Reformation untergegangen ist das aus karolingischer Zeit stammende Bistum Minden. 1803 wurde das nur kurzlebige und sehr kleine Bistum Corvey als bisher letztes katholisches Bistum im heutigen Nordrhein-Westfalen aufgehoben und fiel zurück an das Bistum Paderborn. Kleinere Gebiete im Raum Aachen waren einst Teil des Bistums Lüttich.
Die nordrhein-westfälischen Diözesen unterhalten in Düsseldorf ein katholisches Büro als Kontaktstelle zu politischen, gesellschaftlichen oder anderskonfessionellen Akteuren, in Dortmund betreiben sie das Katholische Datenschutzzentrum.
Anders als die evangelische Kirche ist die katholische Kirche deutlich hierarchischer organisiert. Daher konzentriert sich die Wahrnehmung der katholischen Kirche häufig auf die Bischöfe, darunter vor allem die Erzbischöfe. Aus jüngster Zeit bleiben vor allem der Kölner Kardinal Joseph Frings (unter anderem wegen seiner Äußerungen zum Kohlenklau im Nachkriegswinter) und der dem Nationalsozialismus öffentlich entgegen getretene Münsteraner Kardinal Clemens von Galen in Erinnerung.

### Evangelische Landeskirchen

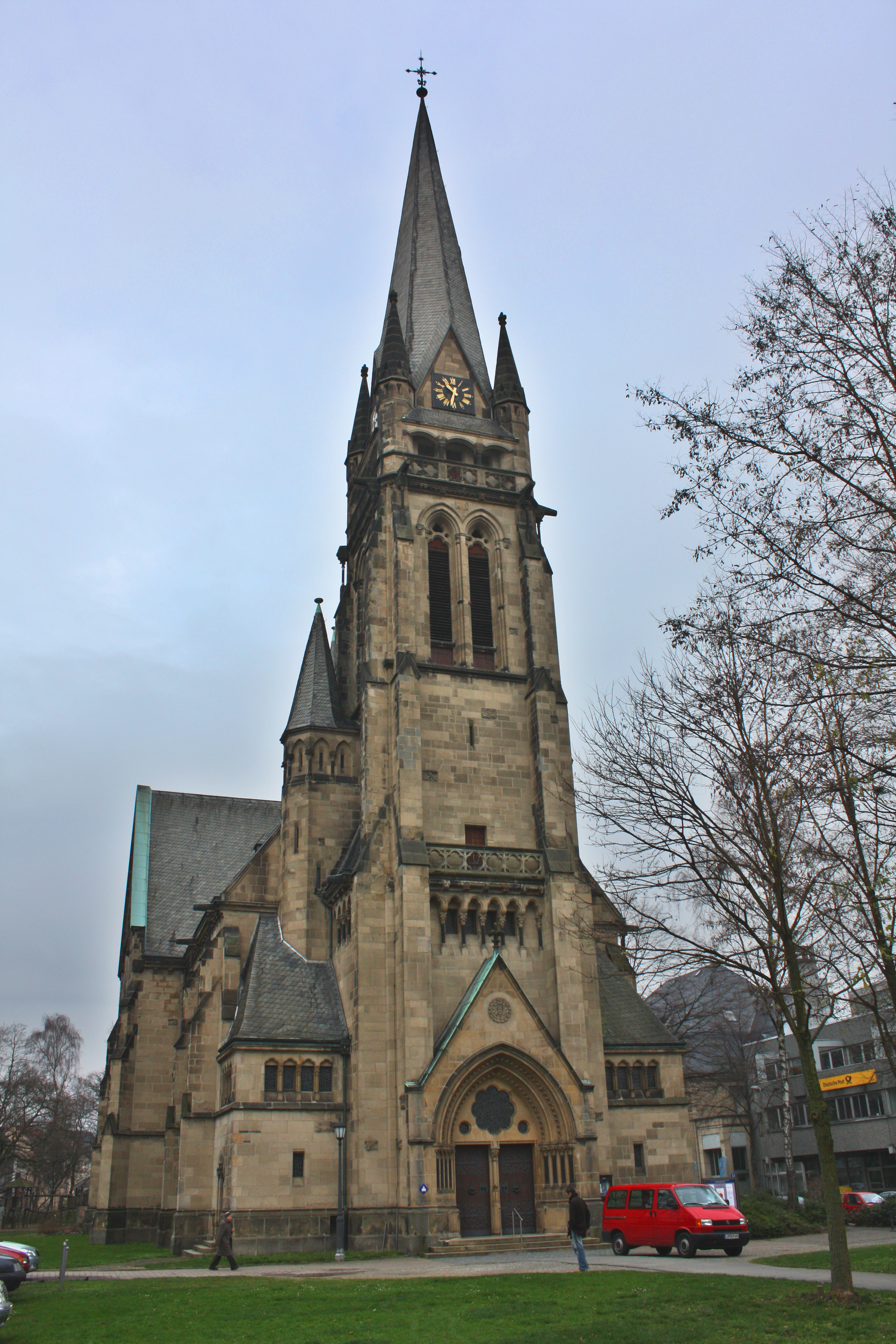
Die Christuskirche in Detmold ist seit 1908 die Grabeskirche des Hauses Lippe, deren Eintreten für die Eigenstaatlichkeit Lippes auch die Lippische Landeskirche im Wesentlichen ihre Unabhängigkeit verdankt

Die evangelischen Protestanten in Nordrhein-Westfalen sind die zweitgrößte religiöse Gruppe im Land. Die evangelische Kirche in Nordrhein-Westfalen gliedert sich in folgende drei Landeskirchen.
- Evangelische Kirche im Rheinland
- Evangelische Kirche von Westfalen
- Lippische Landeskirche

Alle Landeskirchen in Nordrhein-Westfalen gehören sowohl der Union Evangelischer Kirchen als auch der bundesweiten Evangelischen Kirche in Deutschland an. Die Zuschnitte der Landeskirchen innerhalb von Nordrhein-Westfalen entsprechen in etwa den Abgrenzungen der ehemaligen preußischen Provinzen Westfalen und Rheinland sowie dem Staatsgebiet des ehemaligen Fürstentums Lippe. Die rheinische Landeskirche jedoch umfasst aufgrund dieser sich an historischen Territorien orientierenden Aufteilung auch Teile des heutigen rheinland-pfälzischen Rheinlandes, des Saarlands und Hessens. Im Gegensatz zu den beiden anderen Landeskirchen sind die Gemeinden in der Lippischen Landeskirche überwiegend evangelisch-reformiert, gehören aber – eben weil sie aufgrund der Historie Lippes eine eigene Landeskirche bilden konnten – nicht wie die meisten reformierten Gemeinden Deutschlands der Evangelisch-reformierten Kirche an. Die Lippische Landeskirche bezeichnet sich daher als reformierte Kirche. Alle drei Landeskirchen – auch die lippische – umfassen aber sowohl reformierte als auch lutherischen Gemeinden, teils auch unierte Gemeinden. Die Landeskirchen für das Rheinland und Westfalen begreifen sich daher konsequent auch als unierte Kirchen, was auch durch die Mitgliedschaft in der Union Evangelischer Kirchen zum Ausdruck kommt, in welcher allerdings auch die Lippische Landeskirche Mitglied ist. Die reformierten Gemeinden der Evangelischen Kirche im Rheinland sind auch in einem eigenen Reformierten Konvent zusammengeschlossen.

### Orientalisch-orthodoxe Kirchen
Durch den Zuzug orientalischer Christen aus dem Nahen Osten nimmt der Anteil der Mitglieder der altorientalischen Kirchen stetig zu. Die größte Gruppe bilden dabei die Assyrer mit über 20.000 Mitgliedern, die der Syrisch-Orthodoxen Kirche von Antiochien angehören. Das Land Nordrhein-Westfalen hat der syrisch-orthodoxen Kirche im Jahr 2018 die Körperschaftsrechte verliehen. Die meisten Assyrer stammen aus der Region Tur-Abdin im Südosten der Türkei. Auch Kopten und Armenier haben in Nordrhein-Westfalen aktive Kirchgemeinden.

### Evangelische Freikirchen
Bereits in der Reformationszeit bildeten sich im Rheinland erste Täufergemeinden. Eine führende Stimme der rheinländischen Mennoniten im 16. Jahrhundert war der Buchdrucker Thomas von Imbroich. Zwischen 1544 und 1546 wirkte auch Menno Simons in Köln. Auch in Aachen und Mönchengladbach hatten im 16. und 17. Jahrhundert Mennonitengemeinden bestanden. Die heute noch bestehende Mennonitengemeinde in Krefeld entstand um 1600.
Im Jahr 1852 entstand in Barmen schließlich eine Baptistengemeinde. Zwei Jahre später wurde von Hermann Heinrich Grafe in Elberfeld die erste Freie evangelische Gemeinde Deutschlands gegründet. Auch die im 19. Jahrhundert entstandene deutsche Brüderbewegung hat ihre Wurzeln in Nordrhein-Westfalen.
Heute gibt es in Nordrhein-Westfalen ein breites Spektrum evangelischer Freikirchen. Zu ihnen zählen neben den schon genannten Mennoniten, Baptisten und Freien evangelischen Gemeinden Adventisten, Methodisten, Evangeliums-Christen, die Herrnhuter, die Heilsarmee und eine Reihe von Pfingstgemeinden. Seit 2007 stellt ein Teil der nordrhein-westfälischen Freikirchen auch einen eigenen freikirchlichen Beauftragten bei der Landesregierung von Nordrhein-Westfalen.
Neben den genannten Freikirchen bestehen in Nordrhein-Westfalen auch Gemeinden der altkonfessionell verfassten Selbständigen Evangelisch-Lutherischen Kirche und der Evangelisch-altreformierten Kirche, deren Gemeinde in Wuppertal sich bereits 1847 gründete.

### Islam

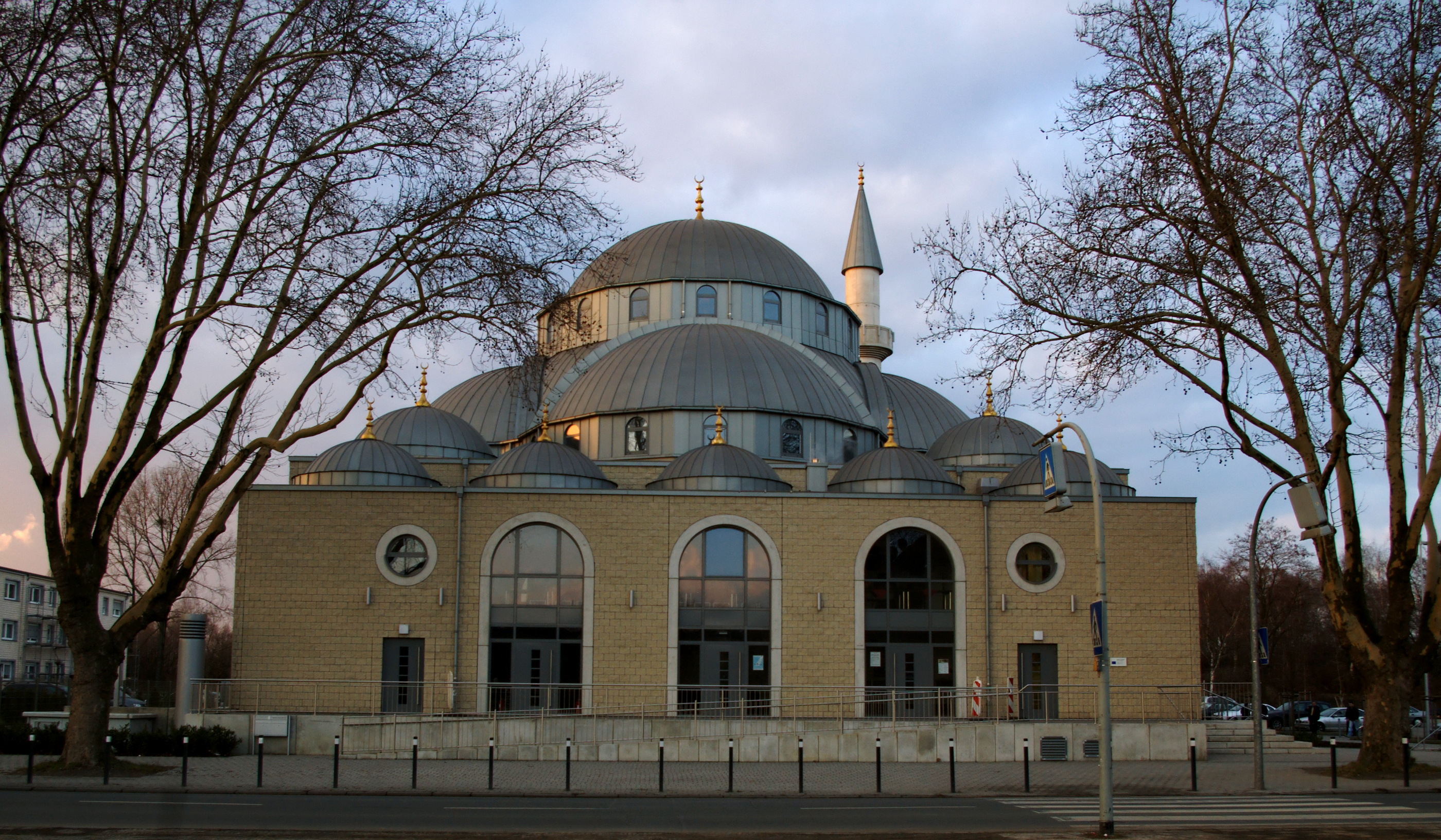
Merkez-Moschee Duisburg

Die Muslime in Nordrhein-Westfalen gehören überwiegend zur islamischen Glaubensrichtung der Sunniten und stellen rund ein Drittel der Muslime Deutschlands.
Der hoch industrialisierte und stark urbanisierte Ballungsraum Rhein-Ruhr zog viele muslimische Migranten an. Demzufolge sind seit 2003 in Nordrhein-Westfalen etwa 20 Moscheen entstanden, weitere sind geplant. Die Moscheebauvorhaben sorgen regelmäßig für teils heftig geführte Kontroversen, bundesweites Aufsehen erregte der Fall der repräsentativen Zentralmoschee Köln. Reibungsloser verlief dagegen zum Beispiel der Bau der Merkez-Moschee in Marxloh. Die im Jahre 2008 eröffnete Moschee in Duisburg ist der bisher größte Bau dieser Art in Deutschland. Eine einheitliche Organisation der Muslime in Nordrhein-Westfalen existiert nicht, dies hauptsächlich aufgrund ihrer kulturellen, sprachlichen und herkunftsmäßigen Vielfalt. Da viele der Muslime Türken oder türkischer Herkunft sind, hat sich die DİTİB insbesondere bei der Initiierung von Moscheebauvorhaben zum bekanntesten Repräsentanten einer größeren Gruppe der nordrhein-westfälischen Muslime entwickelt.

#### Aleviten
Eine größere Religionsgemeinschaft bilden auch Aleviten, deren ältere Generation im Zuge der Anwerbung von Gastarbeitern aus der Türkei nach Deutschland gekommen war. Rund die Hälfte von ihnen ist in der Alevitischen Gemeinde Deutschland organisiert. Sie ist unter anderem Träger des Alevitischen Religionsunterrichts, den es in Nordrhein-Westfalen seit dem Schuljahr 2008/2009 gibt.

### Judentum

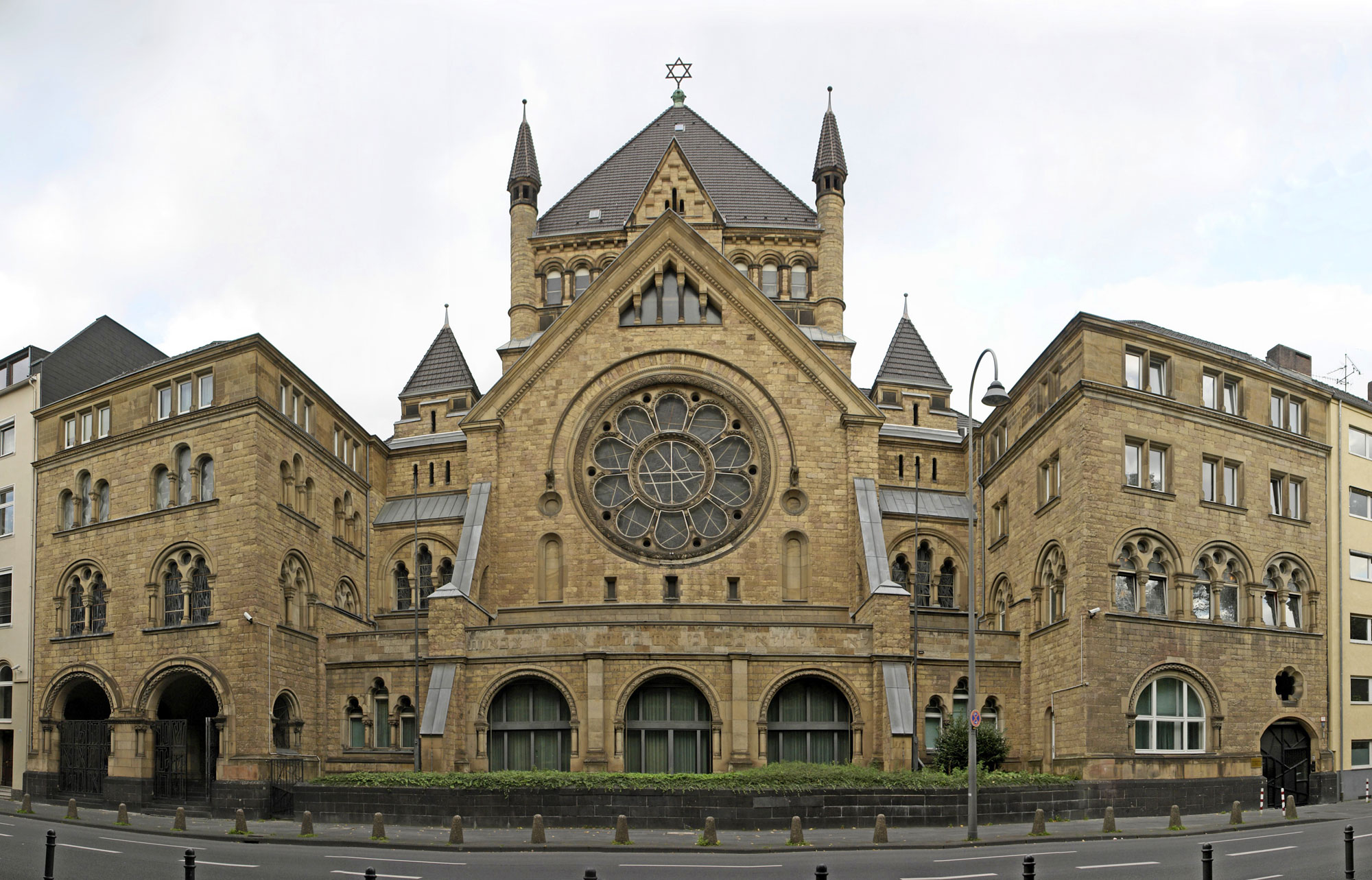
Synagoge in Köln, Roonstraße

Die heutigen jüdischen Gemeinden in Nordrhein-Westfalen sind im Landesverband der Jüdischen Gemeinden von Nordrhein und im Landesverband der Jüdischen Gemeinden von Westfalen-Lippe zusammengefasst. Daneben gibt es seit 2012
einen Landesverband progressiver jüdischer Gemeinden in Nordrhein-Westfalen e.V. - Körperschaft öffentlichen Rechts mit den Gemeinden Unna, Oberhausen und Köln (Gescher La Massoret).
Die Synagogen-Gemeinde Köln bildet einen eigenständigen Landesverband innerhalb des Zentralrats der Juden in Deutschland, neben dem von Nordrhein.
Weitere jüdische Gemeinden in Nordrhein-Westfalen bestehen in Bielefeld, in Bochum-Herne-Hattingen, in Gelsenkirchen, in Paderborn und in Recklinghausen.

### Buddhismus
Die Soka Gakkai International – Deutschland betreibt in Düsseldorf ein Kulturzentrum.

### Konfessionslose
Einige Tausend sind in atheistischen oder humanistischen Organisationen Mitglied, wie dem Humanistischen Verband Nordrhein-Westfalen K.d.Ö.R. oder dem Internationalen Bund der Konfessionslosen und Atheisten mit Sitz in Overath. Der Deutsche Freidenker-Verband zählt in NRW zwei Ortsgruppen.

## Religiöses Brauchtum
Neben den bundesweit gültigen Feiertagen Neujahr, Karfreitag, Ostern, Tag der Arbeit, Christi Himmelfahrt, Pfingsten, Tag der Deutschen Einheit und Weihnachten sind in Nordrhein-Westfalen Fronleichnam und Allerheiligen gesetzliche Feiertage. Dies zeigt zum einen die deutlich christliche Prägung Deutschlands insgesamt, die neben weltlichen ausschließlich christlichen Feiertagen eine gesetzliche Stellung einräumt, andererseits die katholische Prägung weiter Teile Nordrhein-Westfalens, denn mit Allerheiligen begründet ein katholisches Hochfest einen gesetzlichen Feiertag, wohingegen ein rein protestantischer Feiertag wie der Reformationstag unberücksichtigt blieb.
Besonders deutlich tritt die Konfessionalisierung im Karneval hervor. Während in katholischen Gegenden, vor allem im Rheinland, zur Karnevalszeit alljährlich ausgelassen gefeiert wird, ist eine Karnevalstradition in den protestantischen Gegenden weitgehend unbekannt. Besonders zwischen den norddeutsch-protestantischen Gegenden Westfalen-Lippes und den Hochburgen des rheinischen Katholizismus im Westen des Landes offenbaren sich während des Karnevals deutlich die kulturellen Unterschiede, die das „Bindestrich-Land“ Nordrhein-Westfalen seit seiner Gründung prägen. Die religiöse Trennung in protestantische und katholische Gebiete manifestiert sich auch auf anderen Teilgebieten des Brauchtums. Sternsinger sind vor allem in den katholischen Regionen verbreitet, während Sünne Märten ein ausgesprochen protestantischer Brauch ist. Ein vor allem für katholische Regionen typisches Brauchtum sind zahlreiche Wallfahrten darunter die bekannte Telgter Wallfahrt und die Aachener und Mönchengladbacher Heiligtumsfahrt.
Zum christlichen (möglicherweise sogar vorchristlichen) Brauchtum zählt der jahrhundertealte Osterräderlauf in Lügde, der eine besonders spektakuläre Sonderform der in ganz Nordrhein-Westfalen verbreiteten Osterfeuer ist.

## Bekannte Theologen
Siehe: Theologen aus Nordrhein-Westfalen